# Tricking
Tricking-ul este un sport relativ nou cu originea în diferite arte marțiale (capoeira, tae kwon do, wushu), gimnastică și breakdancing, din care a preluat mai multe tehnici. În general, practicanții pot face aceste mișcări pe iarbă sau pe podele normale fără ajutorul saltelelor, podelelor pliometrice sau altor suporturi specializate.